# Hendrik Spiekman

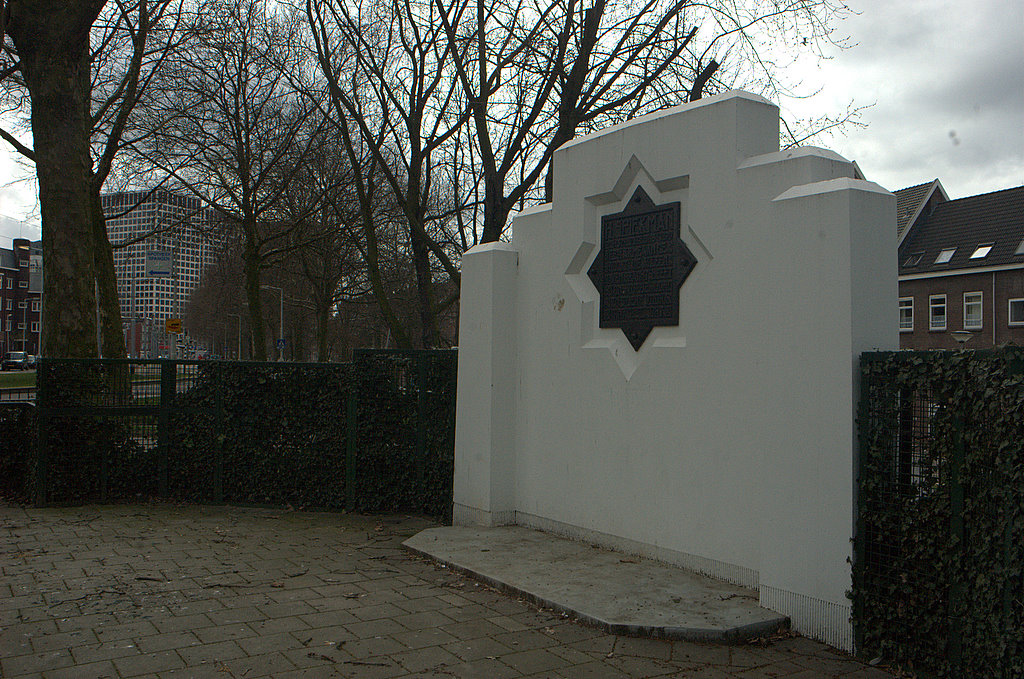
Monument Hendrik Spiekman, Spangen, Rotterdam

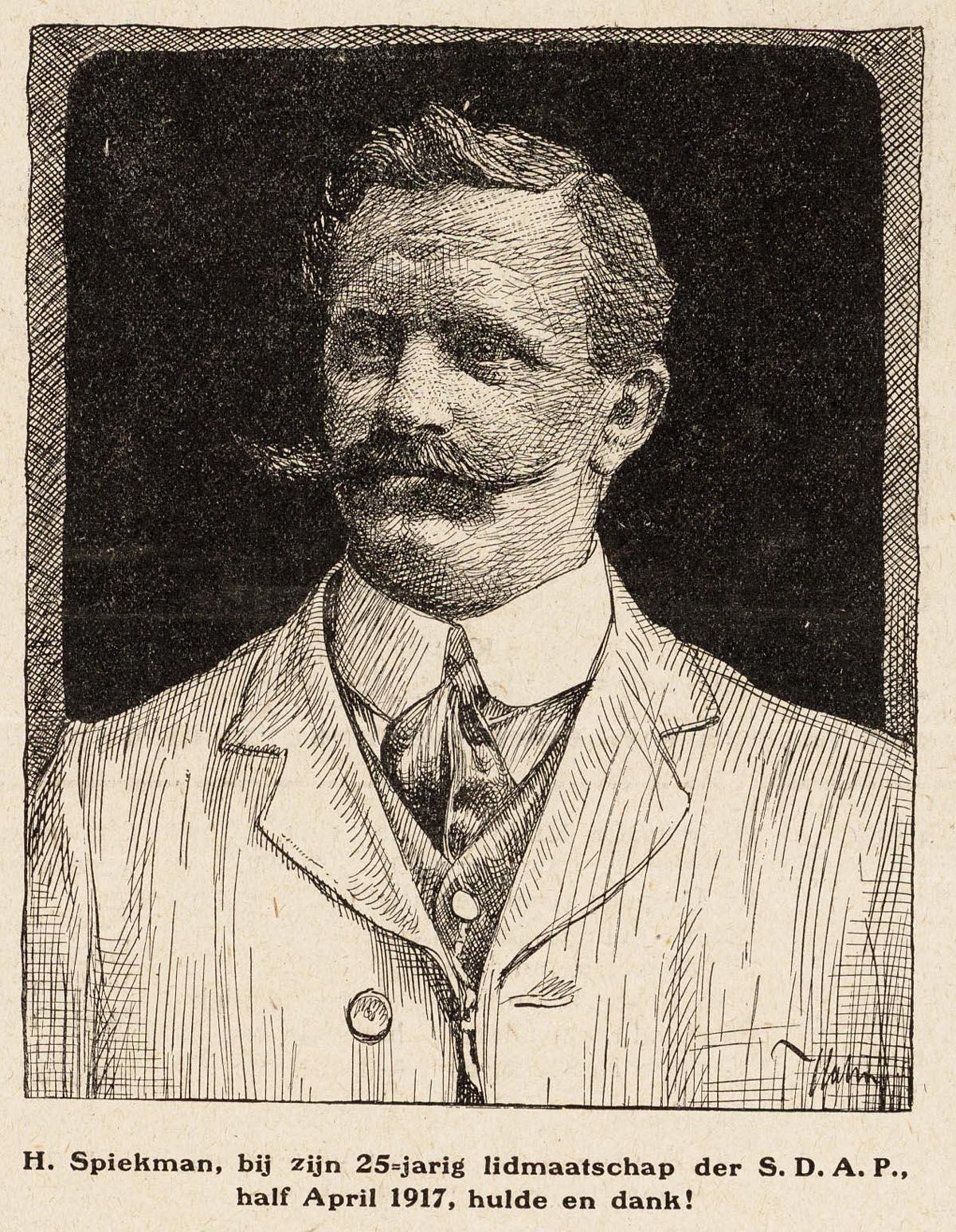
Tekening in De Notenkraker door Albert Hahn sr.

Hendrik Spiekman (Hoogezand, 13 februari 1874 – Rotterdam, 18 november 1917) was een Nederlands letterzetter, journalist, politicus en medeoprichter van de Sociaal-Democratische Arbeiderspartij (SDAP).
Hendrik werd te Hoogezand geboren als zoon van de schoenmaker Willem Spiekman, die overleed toen Hendrik tien jaar was. Mede hierdoor had het gezin Spiekman het niet breed en al toen Hendrik twaalf jaar was ging hij aan het werk als krantenloper en leerling-letterzetter. Hij moet zich al jong beziggehouden hebben met de leef- en werkomstandigheden van de arbeiders, want op 16-jarige leeftijd (1890) werd hij lid van de Sociaal-Democratische Bond (SDB). Hij organiseerde diverse betogingen.
Nadat de SDB had verklaard niet meer deel te nemen aan de verkiezingen - de partij wilde veranderingen middels een revolutie bewerkstelligen - brak hij met de SDB en richtte hij in 1894 met onder anderen Pieter Jelles Troelstra de SDAP op. In deze tijd werkte hij als journalist en letterzetter en trok voor de arbeidersbeweging door het hele land. Hij vestigde zich korte tijd in Brabant, waar hij enkele malen ernstig werd mishandeld omdat hij socialistische lectuur verspreidde. Toen Hendrik 22 jaar was vertrok hij vanuit Vught naar Rotterdam, een stap die meer arbeiders maakten om werk te vinden in de groeiende Rotterdamse haven.
In Rotterdam ging hij aan de slag als letterzetter of typograaf bij Harmanus Masereeuw, een kleine zelfstandige die sympathiseerde met de arbeidersbeweging en onder andere drukwerk voor de SDAP verzorgde. Arbeiders hadden voor 1917 nog geen algemeen kiesrecht en een van de activiteiten van Spiekman in Rotterdam was het lidmaatschap van de organisatie voor uitbreiding van het kiesrecht. Onder de arbeiders waren typografen een groep arbeiders die in ieder geval geletterd was. Als letterzetter werd hij lid van de Algemene Nederlandsche Typografen Bond (ANTB) waarin hij zeer actief was en al snel werd hij afdelingsvoorzitter.
Spiekman werd in 1901 het eerste SDAP-gemeenteraadslid in Rotterdam waar hij zich op basis van zijn kennis van het gewone leven voortdurend sterk maakte voor sociale verbeteringen. Meestal tevergeefs, want de oude liberale garde die hem wel welwillend tegemoet trad vond dat de overheid afzijdig moest blijven.
In 1903 begon hij een Bureau voor Arbeidsrecht waar hij jarenlang twee avonden in de week georganiseerde en niet-georganiseerde arbeiders adviseerde. De Rotterdamse arbeider ging 'naar Spiekman' als hij in moeilijkheden zat.
Vanaf 1913 was Spiekman lid van de Provinciale Staten van Zuid-Holland. In 1913 werd hij door twee kiesdistricten gekozen, Rotterdam II en Hoogezand. Hij koos voor Rotterdam II. Het belangrijkste werk dat Spiekman als Tweede Kamerlid verrichtte was zijn strijd voor de rechtspositie van zeelieden en havenarbeiders. Hij nam het initiatief voor de Stuwadoorswet, die grote verbeteringen bracht voor het gevaarlijke en slecht betaalde havenwerk.
Spiekmans overlijden in 1917 (hij leed aan leukemie) op 43-jarige leeftijd bracht een schok teweeg onder zijn aanhangers. Hij kreeg een geweldige begrafenis. De werkloze arbeiders kregen vrij van stempelen; tienduizenden toeschouwers stonden langs de kant om de stoet van zo'n 5 à 7000 man voorbij te zien trekken.
In de nieuwe wijk Spangen in Rotterdam werd in 1923 een door Berlage ontworpen monument voor hem opgericht. In 1981 werd dit Spiekmanmonument aan het P.C. Hooftplein gerenoveerd, met behoud van de originele koperen gedenkplaat. Elk jaar wordt hier op 1 mei de Internationale gezongen op een bijeenkomst georganiseerd door de Partij van de Arbeid en de FNV.
In Delft herinnert de Spiekmanstraat aan Hendrik Spiekman. Deze straat is geheel gelegen in de wijk Wippolder. Deze wijk is van oorsprong een echte arbeiderswijk en ligt aan de zuidkant van Delft ingeklemd tussen de A13 en de TU wijk.
Levie Cohen ·
Jan Fortuijn ·
Adriaan Gerhard ·
Frank van der Goes ·
Willem Helsdingen ·
Henri van Kol ·
Henri Polak ·
Jan Schaper ·
Hendrik Spiekman ·
Pieter Jelles Troelstra ·
Helmig Jan van der Vegt ·
Willem Vliegen
- Biografisch Portaal: 24235450
- Digitale Bibliotheek voor de Nederlandse Letteren: spie023
- Gemeinsame Normdatei: 174009038
- International Standard Name Identifier: 0000 0001 3906 0666
- Library of Congress Control Number: n2016033321
- Nederlandse Thesaurus van Auteursnamen: 071302727
- Parlement.com: vg09ll95bazo
- Virtual International Authority File: 190974904
- WorldCat: E39PBJx8BYqWvHvt7HV7rMR7pP